# Vespa bicolor
Vespa bicolor (лат.) — вид перепончатокрылых насекомых из рода шершней, описанный Иоганном Христианом Фабрициусом в 1787 году.

## Ареал
Vespa bicolor обитает в южном Китае и в частях северного Вьетнама. Вид также завезён в южную Испанию.

## Описание
Один из самых мелких шершней как в Гонконге, так и во всём мире. Матки достигают в длину от 25 мм, трутни в среднем от 19 до 23 мм, рабочие особи в среднем 17-19 мм (самые крупные — 22 мм, самые мелкие — 15 мм или ещё меньше). Вид легко опознаётся благодаря ярко-жёлтой окраске. У шершня также есть чёрное треугольное пятно в центральной части торакса, а на брюшке иногда появляются чёрные полоски из-за расширения, когда животное ест.

## Экология
Vespa bicolor охотится на медоносных пчёл, которых скармливает своим личинкам. Шершень также является опылителем орхидеи Dendrobium sinense (Dendrobium christyanum), которая встречается только в Китае на острове Хайнань. Орхидея производит химическое вещество, которое имитирует феромон медоносной пчелы и привлекает эту хищную осу.